# Fundació de recerca Progeria
La Progeria Research Foundation (PRF) és una organització tractaments per a curar la progèria, un trastorn congènit. La Fundació es va fundar l'any 1999, era formada per la família i amics de Sam Berns, un nin amb progèria, a l'equip també hi havia els metges Leslie Gordon i Scott Berns, els seus pares, i Audrey Gordon i finalitzant l'equip la seva tia.
Al seu lloc web declaren que el seu propòsit és: "Descobrir tractaments i la cura per a la Progèria a més d'altres trastorns semblants a n'aquest".
Al 2003, The Progeria Research Foundation (PRF)  va col·laborar amb el descobriment de la mutació genètica que provoca la progèria i varen desenvolupar una nova  prova de diagnòstic. L'any 2020, l'American Food and Drug Administration va aprovar l'administració de lonafarnib per a nens i nenes que tenen progèria basant-se en la investigació que va dur a terme la Fundació. És el primer i únic protocol mèdic certificat per a la malaltia de la progeria, és un gran avanç amb aquesta malaltia.
Una de les principals campanyes de PRF és Find the Other 150, l'objectiu de la qual és identificar i diagnosticar tants pacients amb progèria com sigui possible a escala mundial, ja que es calcula que hi ha molta més gent amb progèria, però mai se l'ha diagnosticat, així que ho volen canviar.